# موریس ادو
موریس ادو (انگلیسی: Maurice Edu؛ زادهٔ ۱۸ آوریل ۱۹۸۶) یک بازیکن فوتبال اهل ایالات متحده آمریکا است.
وی همچنین در تیم ملی فوتبال ایالات متحده آمریکا بازی کرده‌است.